# Kinkaku-ji
Il Kinkaku-ji (金閣寺?), o Tempio del padiglione d'oro (più spesso semplicemente "Padiglione d'oro"), è il reliquario di Rokuon-ji (鹿苑寺?), che si trova a Kyoto, Giappone.

## Storia

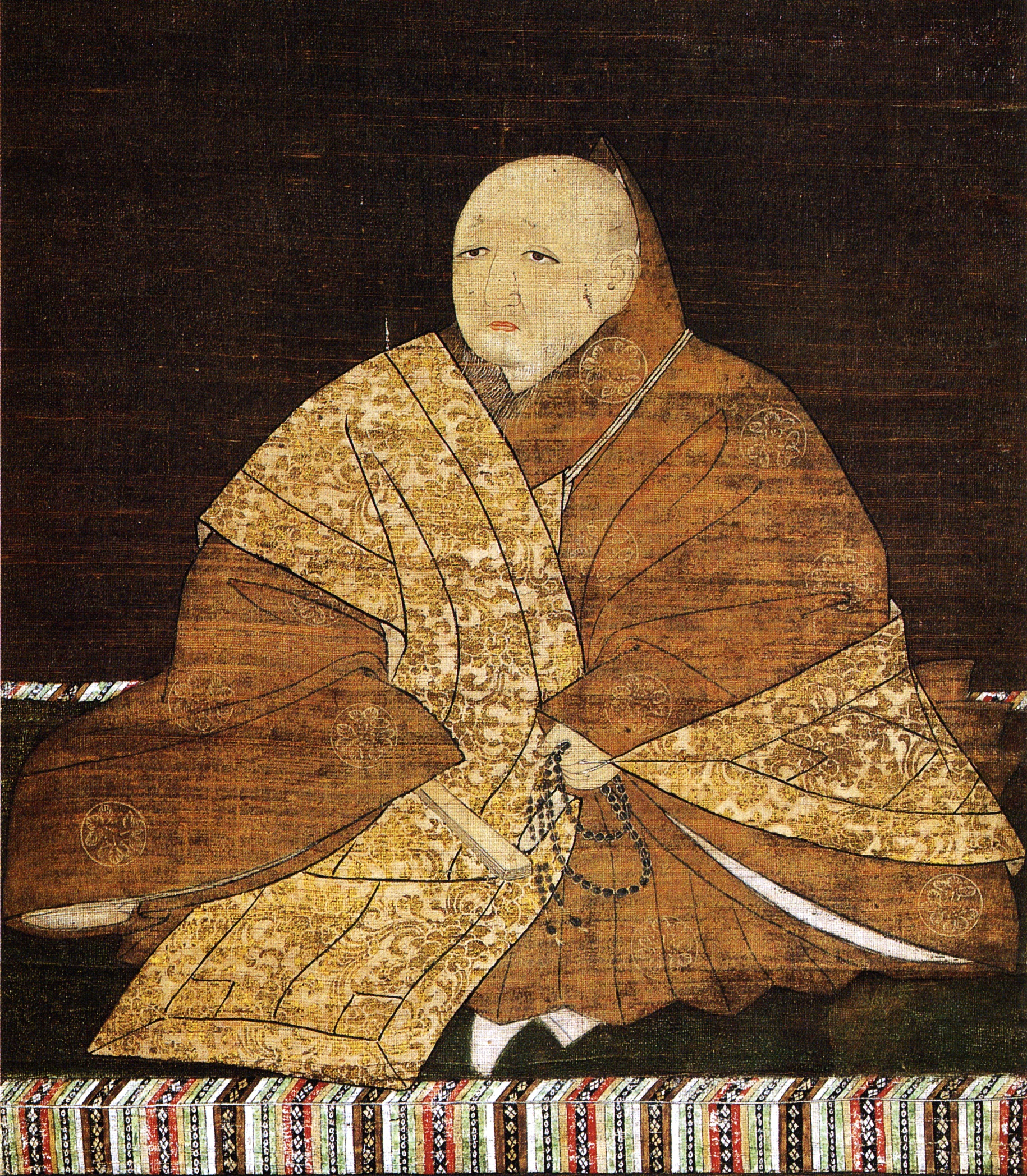
Ashikaga Yoshimitsu

La Pagoda d'oro (Kinkaku-ji 金閣寺 lett. "Tempio del padiglione d'oro"), chiamata anche Rokuon-ji (鹿苑寺? lett. "Tempio del giardino dei cervi"), fu costruita nel 1397 come villa per lo shōgun Ashikaga Yoshimitsu (1358-1408). Questi, figlio di Ashikaga Yoshiakira, fu il terzo shōgun dello shogunato Ashikaga. Ricevette il titolo di Seii Taishogun nello stesso anno della morte del padre nel 1367. Nel 1374 prese il giovane Zeami Motokiyo sotto la sua ala protettrice. Yoshimitsu è particolarmente noto per essere stato l'unificatore del Paese, diviso sin dall'inizio dello shogunato cinquant'anni prima, ponendo fine al periodo delle Corti del Nord e del Sud (Nanboku-chō), nel 1392. Con questo gesto riuscì a instaurare una forte autorità dello shogunato di Muromachi su tutto il Paese, soprattutto nei confronti dei vari daimyō regionali. Nel 1394 Yoshimitsu scelse il governo del chiostro e abdicò in favore del figlio Yoshimochi, mantenendo però intatta la sua autorità fino alla sua morte. Nel 1404 un'ambasciata Ming arrivò in Giappone con un sigillo destinato al "Re del Giappone"; l'ambasciatore fu ricevuto da Yoshimitsu, che ricevette il dono e rispose per lettera firmandosi con «Il Re del Giappone, vostro vassallo Monamoto Dōgi» (日本國王源道義) utilizzando il suo nome monastico, probabilmente al fine di migliorare le relazioni diplomatiche e commerciali con la Cina, degenerate anche a causa della pirateria (wako) a cui il governo cinese tentava di porre un freno. Dopo che Yoshimitsu morì nel 1408, la sua villa divenne il "Tempio del padiglione dorato" (Kinkaku-ji). Fu suo figlio che convertì l'edificio in un tempio Zen della scuola Rinzai. Il tempio bruciò due volte durante la guerra degli Ōnin.
Il 2 luglio 1950, alle 2:30 del mattino, il Padiglione d'oro fu incendiato da un monaco, un novizio di 22 anni, Hayashi Yoken, che subito dopo tentò il suicidio. Sopravvissuto, fu condannato a sette anni di prigione, ma ben presto ne uscì grazie a una diagnosi di malattia mentale. Morì di tubercolosi nel 1956.
L'edificio attuale è datato 1955 e fu ristrutturato nel 1987; il tetto fu ricostruito nel 2003. Un grande parco (kaiyū-shiki) cinge l'aurea pagoda. La struttura è circondata da uno stagno, chiamato Kyōko-chi (鏡湖池? lett. "Lago a specchio"), vi sono molte isole e pietre che rappresentano la storia della creazione secondo il buddismo.

## Struttura
Sotterranei a parte, l'intero padiglione è ricoperto di foglie d'oro puro. Per questo motivo l'edificio è spesso paragonato al Ginkaku-ji, il Tempio del padiglione d'argento, anch'esso situato a Kyoto.
La pagoda, composta di tre piani, ha funzione di shariden e contiene delle reliquie del Buddha.
Il Rokuon-ji, il tempio in sé, presenta varie strutture oltre allo scintillante Kinkaku-ji, come i lussureggianti giardini e uno stagno a specchio (Kyōko-chi) che accentuano il lato zen del luogo.

## Letteratura
L'episodio del monaco che incendiò il tempio viene raccontata anche nel romanzo, pubblicato nel 1956 da Yukio Mishima, intitolato Il padiglione d'oro, tradotto in italiano da Mario Teti e pubblicato da Feltrinelli (prima edizione 1962).